# 1238
Il 1238 (MCCXXXVIII in numeri romani) è un anno  del XIII secolo.

## Eventi
- Papa Gregorio IX dedica Sant'Eusebio, appena ricostruita, ai santi Eusebio e Vincenzo.

## Nati
- 18 febbraio - Enrico Carlotto di Sicilia († 1253)
- 1º maggio - Magnus VI di Norvegia, re norvegese († 1280)
- 11 luglio - Dafydd ap Gruffydd, principe gallese († 1283)
- 2 ottobre - Mangrai, condottiero († 1317)
- Emilia Bicchieri, religiosa italiana († 1314)
- Bonavita da Lugo, francescano italiano († 1275)
- Fina da San Gimignano, santa italiana († 1253)
- Maurice FitzGerald, III signore di Offaly, nobile irlandese († 1286)
- Mainardo II di Tirolo-Gorizia, conte († 1295)
- Enrico di Montfort, nobile inglese († 1265)
- Pietro Armengol, religioso spagnolo († 1304)
- Gonzalo Pérez Gudiel, cardinale e giurista spagnolo († 1299)
- Ferdinando di Castiglia, nobile († 1264)
- Ugo XII di Lusignano, nobile francese († 1270)

## Morti
- 4 marzo - Giovanna d'Inghilterra, regina (n. 1210)
- 4 marzo - Jurij II di Vladimir, principe (n. 1188)
- 6 marzo - Al-Malik al-Kamil, sultano curdo
- 19 marzo - Enrico I il Barbuto, duca (n. 1163)
- 10 giugno - Sofia di Wittelsbach, nobile tedesca (n. 1170)
- 21 agosto - Sturla Sighvatsson, condottiero islandese (n. 1199)
- Azriel, filosofo e mistico spagnolo (n. 1160)
- Angelo Barozzi, patriarca cattolico italiano
- Giovanni I di Trebisonda, imperatore bizantino
- Eleazaro di Worms, teologo e mistico tedesco (n. 1176)
- Pietro de Roches, vescovo cattolico francese
- Rubaconte da Mandello, politico italiano
- Sighvatur Sturluson, poeta islandese (n. 1170)
- Ubaldo Visconti di Gallura (n. 1207)

## Calendario
| Calendario 1238 | Calendario 1238 | Calendario 1238 | Calendario 1238 | Calendario 1238 | Calendario 1238 | Calendario 1238 | Calendario 1238 | Calendario 1238 | Calendario 1238 | Calendario 1238 | Calendario 1238 | Calendario 1238 | Calendario 1238 | Calendario 1238 | Calendario 1238 | Calendario 1238 | Calendario 1238 | Calendario 1238 | Calendario 1238 | Calendario 1238 | Calendario 1238 | Calendario 1238 | Calendario 1238 | Calendario 1238 | Calendario 1238 | Calendario 1238 | Calendario 1238 | Calendario 1238 | Calendario 1238 | Calendario 1238 | Calendario 1238 | Calendario 1238 |
| --------------- | --------------- | --------------- | --------------- | --------------- | --------------- | --------------- | --------------- | --------------- | --------------- | --------------- | --------------- | --------------- | --------------- | --------------- | --------------- | --------------- | --------------- | --------------- | --------------- | --------------- | --------------- | --------------- | --------------- | --------------- | --------------- | --------------- | --------------- | --------------- | --------------- | --------------- | --------------- | --------------- |
|                 | 1               | 2               | 3               | 4               | 5               | 6               | 7               | 8               | 9               | 10              | 11              | 12              | 13              | 14              | 15              | 16              | 17              | 18              | 19              | 20              | 21              | 22              | 23              | 24              | 25              | 26              | 27              | 28              | 29              | 30              | 31              |                 |
| Gennaio         | Ve              | Sa              | Do              | Lu              | Ma              | Me              | Gi              | Ve              | Sa              | Do              | Lu              | Ma              | Me              | Gi              | Ve              | Sa              | Do              | Lu              | Ma              | Me              | Gi              | Ve              | Sa              | Do              | Lu              | Ma              | Me              | Gi              | Ve              | Sa              | Do              |                 |
| Febbraio        | Lu              | Ma              | Me              | Gi              | Ve              | Sa              | Do              | Lu              | Ma              | Me              | Gi              | Ve              | Sa              | Do              | Lu              | Ma              | Me              | Gi              | Ve              | Sa              | Do              | Lu              | Ma              | Me              | Gi              | Ve              | Sa              | Do              |                 |                 |                 |                 |
| Marzo           | Lu              | Ma              | Me              | Gi              | Ve              | Sa              | Do              | Lu              | Ma              | Me              | Gi              | Ve              | Sa              | Do              | Lu              | Ma              | Me              | Gi              | Ve              | Sa              | Do              | Lu              | Ma              | Me              | Gi              | Ve              | Sa              | Do              | Lu              | Ma              | Me              |                 |
| Aprile          | Gi              | Ve              | Sa              | Do              | Lu              | Ma              | Me              | Gi              | Ve              | Sa              | Do              | Lu              | Ma              | Me              | Gi              | Ve              | Sa              | Do              | Lu              | Ma              | Me              | Gi              | Ve              | Sa              | Do              | Lu              | Ma              | Me              | Gi              | Ve              |                 |                 |
| Maggio          | Sa              | Do              | Lu              | Ma              | Me              | Gi              | Ve              | Sa              | Do              | Lu              | Ma              | Me              | Gi              | Ve              | Sa              | Do              | Lu              | Ma              | Me              | Gi              | Ve              | Sa              | Do              | Lu              | Ma              | Me              | Gi              | Ve              | Sa              | Do              | Lu              |                 |
| Giugno          | Ma              | Me              | Gi              | Ve              | Sa              | Do              | Lu              | Ma              | Me              | Gi              | Ve              | Sa              | Do              | Lu              | Ma              | Me              | Gi              | Ve              | Sa              | Do              | Lu              | Ma              | Me              | Gi              | Ve              | Sa              | Do              | Lu              | Ma              | Me              |                 |                 |
| Luglio          | Gi              | Ve              | Sa              | Do              | Lu              | Ma              | Me              | Gi              | Ve              | Sa              | Do              | Lu              | Ma              | Me              | Gi              | Ve              | Sa              | Do              | Lu              | Ma              | Me              | Gi              | Ve              | Sa              | Do              | Lu              | Ma              | Me              | Gi              | Ve              | Sa              |                 |
| Agosto          | Do              | Lu              | Ma              | Me              | Gi              | Ve              | Sa              | Do              | Lu              | Ma              | Me              | Gi              | Ve              | Sa              | Do              | Lu              | Ma              | Me              | Gi              | Ve              | Sa              | Do              | Lu              | Ma              | Me              | Gi              | Ve              | Sa              | Do              | Lu              | Ma              |                 |
| Settembre       | Me              | Gi              | Ve              | Sa              | Do              | Lu              | Ma              | Me              | Gi              | Ve              | Sa              | Do              | Lu              | Ma              | Me              | Gi              | Ve              | Sa              | Do              | Lu              | Ma              | Me              | Gi              | Ve              | Sa              | Do              | Lu              | Ma              | Me              | Gi              |                 |                 |
| Ottobre         | Ve              | Sa              | Do              | Lu              | Ma              | Me              | Gi              | Ve              | Sa              | Do              | Lu              | Ma              | Me              | Gi              | Ve              | Sa              | Do              | Lu              | Ma              | Me              | Gi              | Ve              | Sa              | Do              | Lu              | Ma              | Me              | Gi              | Ve              | Sa              | Do              |                 |
| Novembre        | Lu              | Ma              | Me              | Gi              | Ve              | Sa              | Do              | Lu              | Ma              | Me              | Gi              | Ve              | Sa              | Do              | Lu              | Ma              | Me              | Gi              | Ve              | Sa              | Do              | Lu              | Ma              | Me              | Gi              | Ve              | Sa              | Do              | Lu              | Ma              |                 |                 |
| Dicembre        | Me              | Gi              | Ve              | Sa              | Do              | Lu              | Ma              | Me              | Gi              | Ve              | Sa              | Do              | Lu              | Ma              | Me              | Gi              | Ve              | Sa              | Do              | Lu              | Ma              | Me              | Gi              | Ve              | Sa              | Do              | Lu              | Ma              | Me              | Gi              | Ve              |                 |